# Sex Action
A Sex Action egy magyar dirty rock együttes, amit 1989 márciusában alapított Szendrey Zsolt "Szasza" (ex-Love) énekes és Mátyás Attila, az F.O. System gitáros-énekes frontembere. A ritmusszekciót Zana Zoltán (ex-Dance) dobos és Somlyay Miklós "Miksa" (ex-Kézi Chopin) basszusgitáros alkották.

## Története
A kultikus Fekete Lyuk klubban, a II. Lyukas Napokon léptek fel először 1990-ben, és hamar országos népszerűségre tettek szert „csajozós” dalszövegeiknek, „szakadt fazonjuknak”, és húzós rockzenéjüknek köszönhetően. Első albumuk még szerzői kiadásban jelent meg 1990-ben, de következő lemezeiket (Olcsó élvezet 1992, Mocskos élet 1993) már az EMI hazai leányvállalat gondozta. 1994-ben léptek fel először a Sziget Fesztiválon. Ebben az évben nevet és stílust váltott az együttes: Action néven játszottak hardcore punk zenét. Az 1994-es Összeomlás és az 1995-ös Terror című lemez után Matyi besokallt, kilépett, később Zoli is, aki inkább az egyre jobban beinduló Ganxsta Zolee és a Kartel nevű formációjára koncentrált. Szaszáék Budavári Vili gitárossal és H. Keresztes Viktor dobossal folytatták. Három további lemez (Sexact!on 1997, a HETEDIK 1999, A fehér és a zöld 2002) után azonban ők is inkább új kihívások felé fordultak, az Action feloszlott. 2004-ben Szasza szülinapján állt újra össze az eredeti felállás, és 2004 nyarán már felléptek a Sziget fesztiválon.
2005-ben új albumot vettek fel Jöhet bármi címmel, amit a Warner Hungary adott ki. 2009-ben Szasza és Miksa kiléptek az együttesből, más irányú elfoglaltságaikra hivatkozva. Az új énekes az Áfonya művésznevű Vékony Sándor lett, míg a basszusgitáros posztját a Mátyás Attila Bandben is játszó Bense Sándor vette át.
2013-ban a Matyi50 szülinapi koncertjén ismét az eredeti felállás lépett színpadra teltház előtt az A38-Hajón, ezt követte egy Düreres együttzenélés 2014 márciusában, ahol mindenki az aktuális saját zenekarával lépett fel. Itt már látszott, hogy a közönség azt szeretné, ha újra együtt folytatnák, így 2014 tavaszától az eredeti felállásban készülnek a 25 éves jubileumi koncertre.

## Tagok
Jelenlegi tagok
- Szendrey Zsolt "Szasza"/"Wolfchild" - ének
- Mátyás Attila "Matyi"/"Electric Joker" - gitár
- Zana Zoltán "Döglégy"/"El Scorpio" - dob
- Somlyay Miklós "Miksa"/"Mikki the Kid" - basszusgitár

Korábbi tagok
- Vékony Sándor "Áfonya" - ének (2009-2014)
- Bense Sándor - basszusgitár (2009-2014)

## Diszkográfia
Sex Action
- Kiadó: Fekete Lyuk Hangja
- Megjelenés éve: 1990
- Kiadó: Alexandra
- Megjelenés éve: 2010

Olcsó élvezet
- Kiadó: EMI Quint
- Megjelenés éve: 1992
- Kiadó: Alexandra
- Megjelenés éve: 2010

Mocskos élet
- Kiadó: EMI Quint
- Megjelenés éve: 1993
- Kiadó: Alexandra
- Megjelenés éve: 2010
- Kiadó: GrundRecords
- Megjelenés éve: 2023 (remaster)

Jöhet bármi
- Kiadó: Warner/M-Ton
- Megjelenés éve: 2005

Sex Action 1990-2006 (DVD)
- Kiadó: Alexandra
- Megjelenés éve: 2010

Olaj a tűzre
- Kiadó: GrundRecords
- Megjelenés éve: 2013

Utolsó kör
- Kiadó: GrundRecords
- Megjelenés éve: 2017

## Külső hivatkozások
- https://www.facebook.com/sexactionband